# Wüstenklammbach
Der Wüstenklammbach ist ein knapp einen Kilometer langer Bach auf dem Gebiet der Ortsgemeinde Lemberg im rheinland-pfälzischen Landkreis Südwestpfalz. Er ist ein rechter Zufluss des Storrbachs im Südwestlichen Pfälzerwald.

## Geographie

### Verlauf
Der Wüstenklammbach entspringt im Staatsforst Wasgau auf einer Höhe von etwa 389 m ü. NHN nordwestlich des 463,4 m Braunsbergs, der auch Mückenberg genannt wird. Seine Quelle liegt westlich der dem Braunsberg vorgelagerten Hollerhalde in einem Nadelbaum-Buchenmischwald direkt neben einem Waldweg.
Der Bach kreuzt sogleich den Waldweg und fließt dann in nordwestlicher Richtung durch den Mischwald. Gut hundert Meter bachabwärts unterquert er die  L 487 und zwängt sich dann zwischen dem  321,8 m hohen Kleinen Spießkopf auf seiner linken Seite und dem Gabelkopf auf der rechten durch die Wüstklamm.
Er mündet schließlich nördlich des Kleinen Spießkopfs auf einer auf einer Höhe von ungefähr 264 m ü. NHN von rechts in den dort zuletzt aus dem Westen kommenden Storrbach. Auf der anderen Bachseite erhebt sich das 431,4 m hohe Balkeneck und gut hundert Meter oberhalb mündet auf der gleichen Seite der Bach vom Pferdbrunnen.
Der 766 m lange Lauf des Wüstenklammbachs endet ungefähr 125 Höhenmeter unterhalb seiner Quelle, er hat somit ein mittleres Sohlgefälle von etwa 16 ‰.

### Einzugsgebiet
Das 35,1 ha große Einzugsgebiet des Wüstenklammbachs liegt im Südwestlichen Pfälzerwald und wird durch ihn über den Storrbach, den Salzbach, die Lauter und den Rhein zur Nordsee entwässert.
Fast das gesamte Einzugsgebiet ist geschlossen bewaldet und die höchste Erhebung ist der Gabelkopf mit einer Höhe von 431,4 m im Nordosten des Einzugsgebiets.